# ستفينغتون (بيدفوردشير)
ستفينغتون (بالإنجليزية: Stevington)‏ هي قرية وأبرشية مدنية تقع في المملكة المتحدة في إنجلترا.